# Вишнёвое (Великомихайловский район)
Вишнёвое (укр. Вишневе, до 2016 г. — Кирово) — село, относится к Великомихайловскому району Одесской области Украины.
Население по переписи 2001 года составляло 645 человек. Почтовый индекс — 67123. Телефонный код — 4859. Занимает площадь 1,1 км². Код КОАТУУ — 5121681901.

## Местный совет
67123, Одесская обл., Великомихайловский р-н, с. Вишнёвое, ул. Кирова, 5